# Barguna (district)
Barguna est un district du Bangladesh. Il est situé dans la division de Barisal. La ville principale est Barguna.

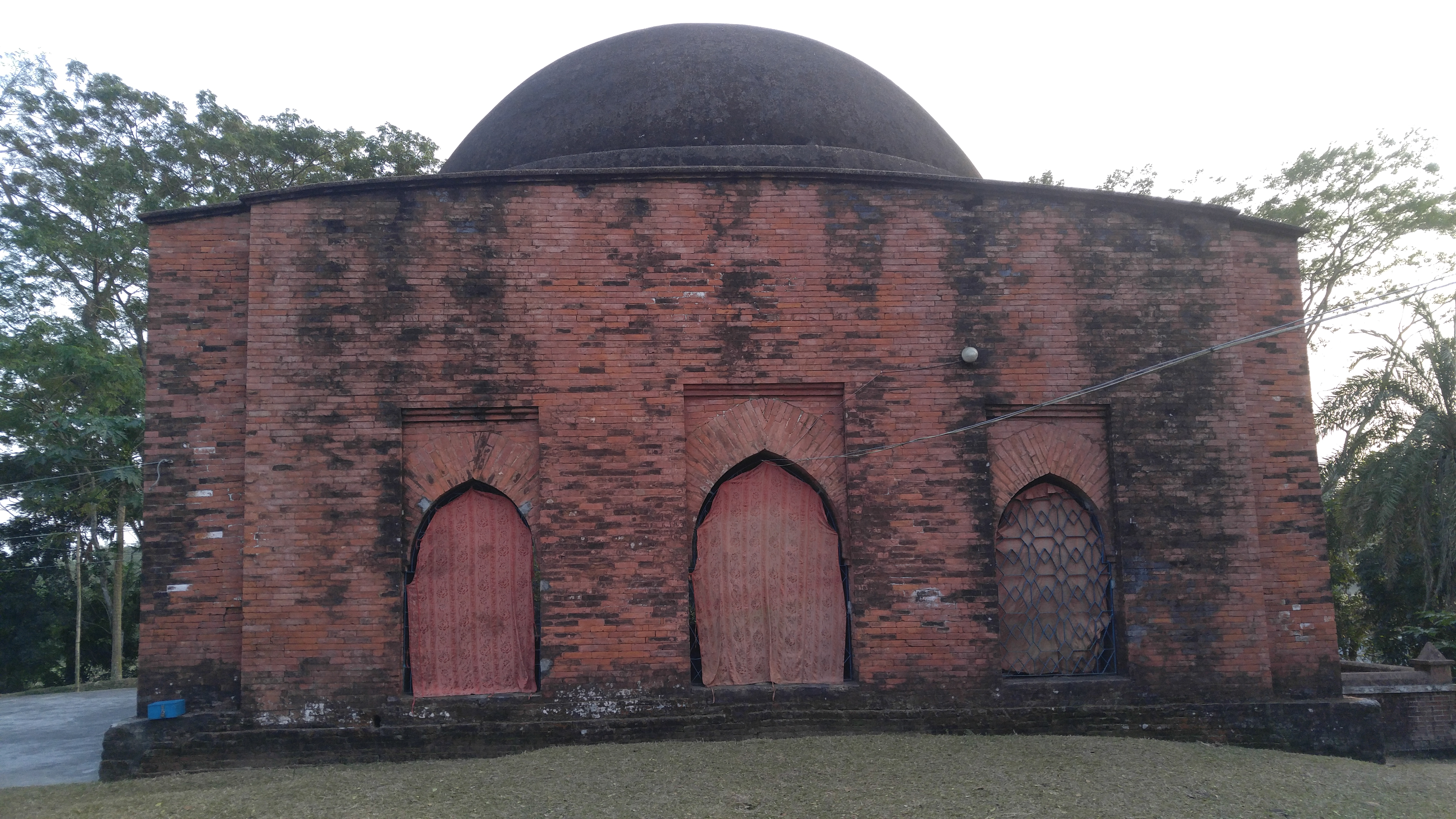
Mosquée Bibicini Shahi